# Torre della Campanella
La torre della Campanella o torre della Cittadella è una struttura originariamente militare realizzata da Bernabò Visconti quale porta d'accesso alla Cittadella viscontea di Bergamo.

## Storia
Bernabò Visconti era diventato signore di Bergamo, per naturale passaggio ereditario, dopo la morte del monsignore Giovanni Visconti il territorio fu infatti diviso tra i tre nipoti: Bernabò, Matteo e Galeazzo.

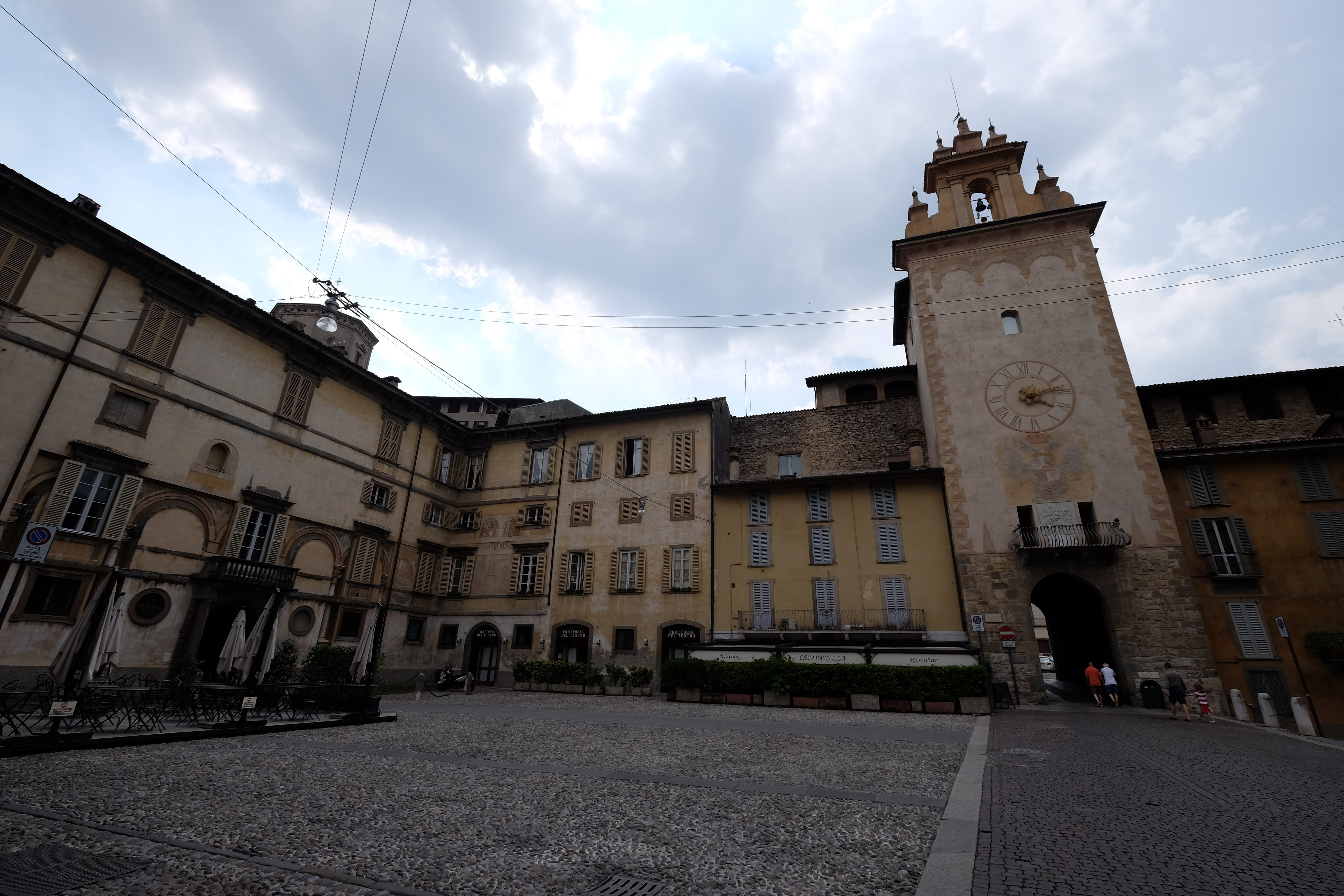
Piazza Mascheroni e torre della Campanella

Bernabò costruì la cittadella viscontea per sua sicurezza personale, il suo fu infatti, un dominio prepotente. Egli era di fazione ghibellina, come la famiglia Suardi che lo sosteneva a livello cittadino

La costruzione della Hospital Magnum aveva imposto l'allontanamento di famiglie storiche come i Crotta.
La storia della torre seguì quella della cittadella. Con l'arrivo della dominazione veneta nel 1428, divenne residenza del Capitano. Il 3 gennaio 1433 il capitano veneto Pietro Contareno fu autorizzato dal Senato a spendere 100 lire per i restauri, e il 15 gennaio 1435 il successore Benedetto Aimo  fu autorizzato a spenderne altri 200. Si susseguirono altri restauri, fino al 1518 quando Venezia decise di cedere la struttura ai canonici di chiesa di Sant'Alessandro in Colonna, concedendo ai cittadini la parte fino a Colle san Giovanni. Il 22 settembre 1520, la parte meridionale del complesso diviso in dodici lotti fu venduto all'asta. La torre rimase di proprietà comunale..
La torre, diventata proprietà cittadina, dal 1797 divenne sede della Prefettura e del Dipartimento del Serio. Numerosi furono i cambiamenti di destinazione della torre con le fasi storiche che si alternarono.

Nel 1814, con l'arrivo del dominio austriaco divenne sede dell'I.R. Delegazione del Governo austriaco; successivamente caserma inglese, poi delle truppe della Legnano, per diventare dopo il 1955 proprietà del Museo di Scienze Naturali.
.
La torre necessitò di diversi restauri, quello del 2010 ridiede automatismo all'orologio riattivando il rintocco della campana che era muto da una ventina di anni e che dà il nome alla torre.

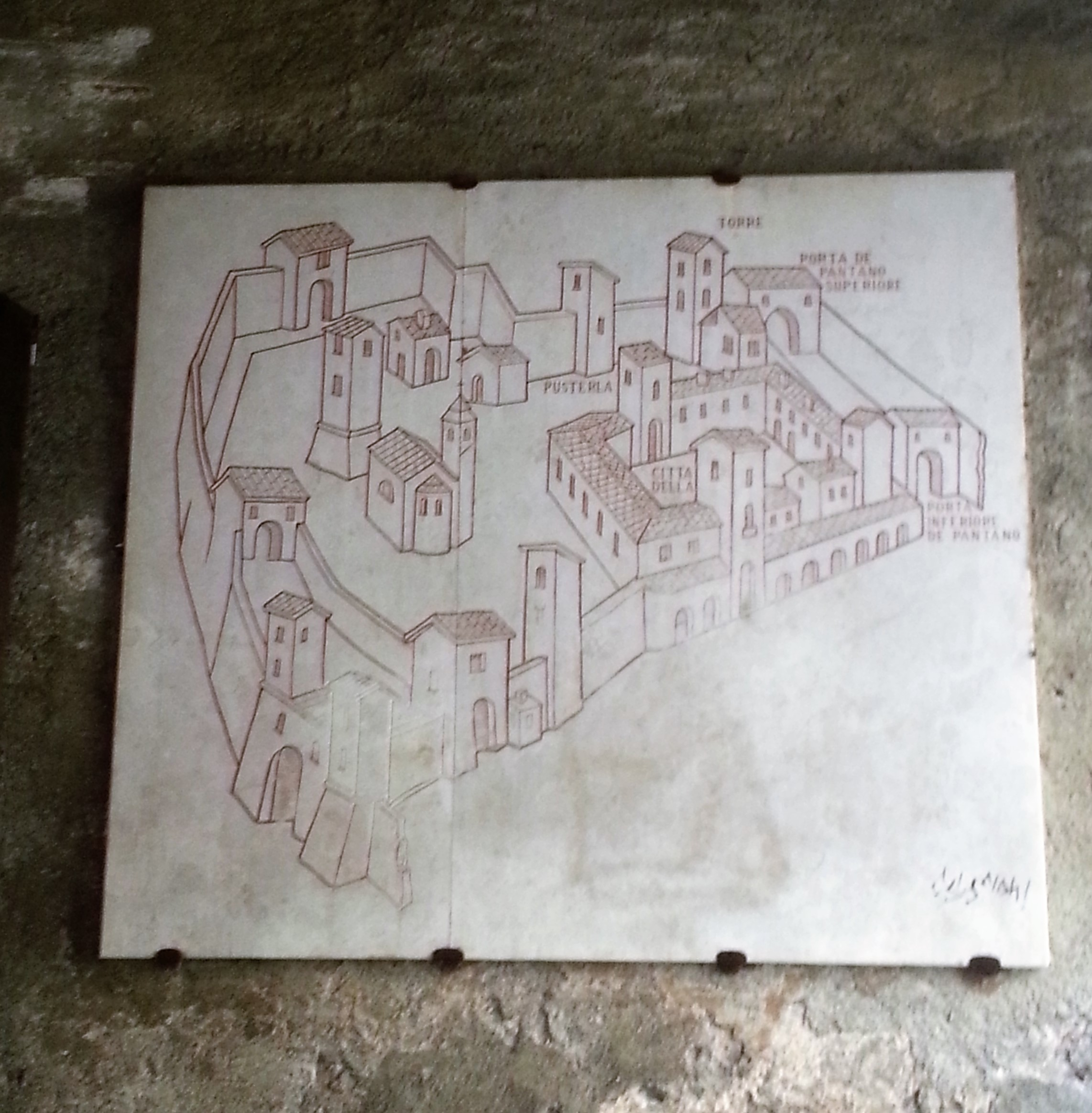
Cartina del XVI secolo-Città Alta e all'interno la cittadella viscontea e la torre della campanella

## Descrizione

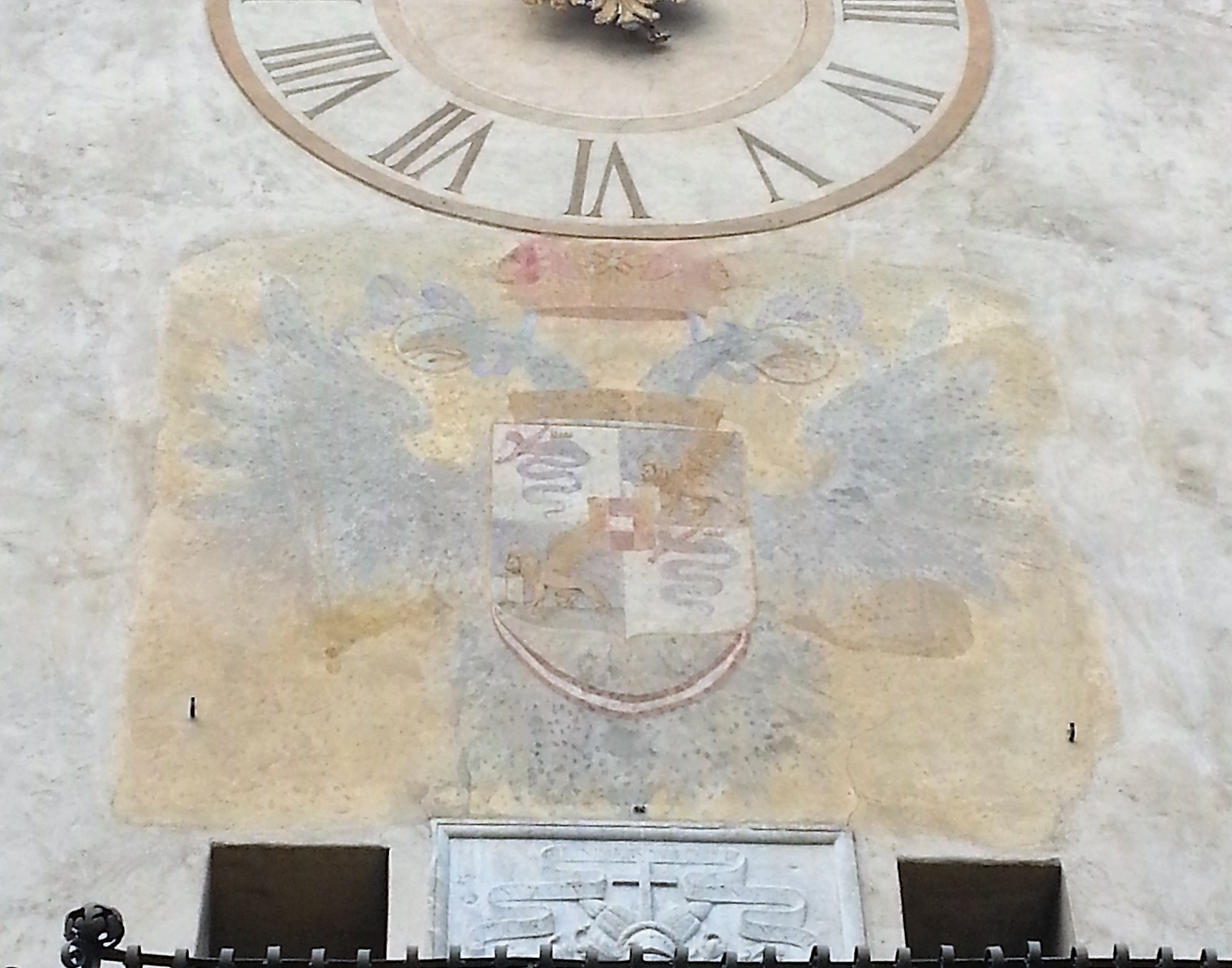
Stemma Regno Lombardo - Veneto

La torre è interamente intonacata a seguito del restauro eseguito nel XIX secolo durante l'occupazione austriaca. 

Presenta una porta ogivale unghiata che collega piazza Mascheroni alla cittadella viscontea. Superiore alla porta vi è un balconcino del XVIII secolo con ringhiera in ferro. Tra le due aperture vi è ancora affrescata l'aquila bicipite, con lo stemma del Regno Lombardo-Veneto . Questo aveva coperto il dipinto di Giovanni Cariani che raffigurava una favola dell'Ariosto, anche se risultava fosse già scarsamente decifrabile nel 1775. 

La parete prosegue con l'orologio, una cornice divide la torre dalla parte terminale barocca con la cella campanaria di forma slava, parte edificata nella seconda metà del XVII secolo. Questa architettura dalla forma di archetto tra lesene contiene la campana, che da il nome alla torre. Cinque pinnacoli vennero aggiunti successivamente e non hanno nessuna corrispondenza architettonica italiana del tempo. Tutta questa parte ricorda l'architettura boema o polacca, difficile considerare questa parte come opera di un architetto italiano..
Sulla facciata sinistra all'interno del sottopassaggio, in una nicchia dai contorni blu e rosso vi sono le raffigurazioni della Madonna benedicente con il Bambino con una aureola luminosa, e di san Cristoforo con la veste rossa e il Bambino sulla spalla, raffigurazioni che erano ex voto risalenti al XVI secolo.
L'esterno della torre ha bugnature monocrome a prisma che riprendono il colore dei due pinnacoli posti a fianco del balconcino. Il sottogronda presenta un motivo ad archi spezzati che segue tutto il contorno della torre anche se poco visibili sulla facciata verso piazza visconte, dipinti risalenti al XVII e XVIII secolo.
Sulla facciata rivolta su via Mascheroni sono visibili gli stemmi dei due grandi domini cittadini: il biscione che tiene in bocca il neonato, stemma dei visconteo simbolo di rinascita, e il leone alato veneziano. Il restauro di questo affresco fu eseguito da Andrea Mandelli negli ultimi decenni del Novecento.. Le raffigurazioni dei santi Fermo e Rustico indicate dal Tassi, così come i dipinti del Busi non sono più visibili.